# Pierangelo Valtinoni

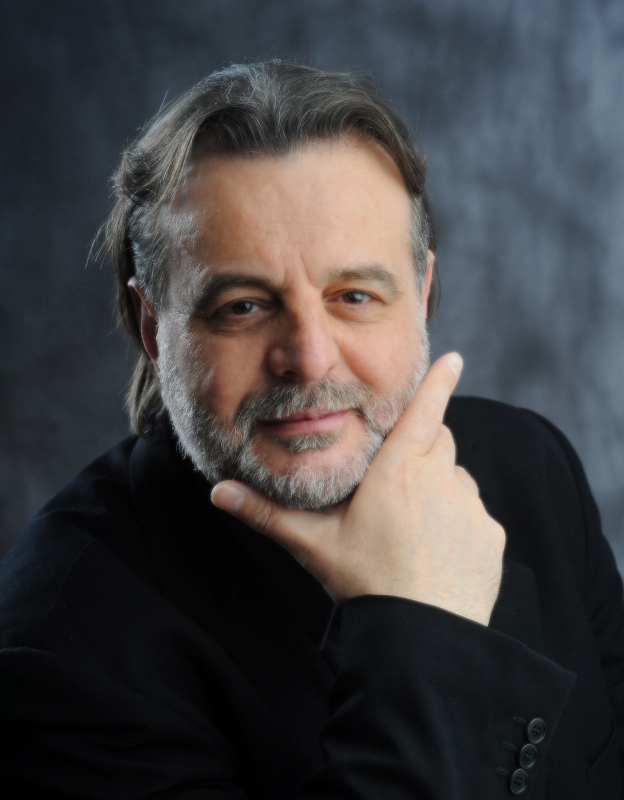
Pierangelo Valtinoni nel 2014

Pierangelo Valtinoni (Montecchio Maggiore, 11 gennaio 1959) è un musicista e compositore italiano.

## Biografia
Ha studiato Organo e composizione organistica con Antonio Cozza al Conservatorio di Bologna, Musica corale e direzione di coro con Ugo Amendola al Conservatorio di Venezia, Composizione con Wolfango Dalla Vecchia al Conservatorio di Padova e Direzione d'orchestra con Ludmil Descev e Vram Tchifchian all'Istituto Musicale di Conegliano Veneto.
Ha iniziato la carriera musicale come organista e come direttore di coro e d'orchestra. Con il Paralleli Ensemble di Vicenza e con l'Icarus Ensemble di Reggio Emilia ha tenuto concerti in Italia (Venezia: Festival Galuppi - Milano: Nuove Sincronie - Torino: Società Casella - Palermo: Musica su più dimensioni - Reggio Emilia: Di Nuovo Musica) in Europa (Monaco: Hochschule für Musik -  Amsterdam: Gaudeamus Week 1998) e in Messico (Guanajuato: Festival Cervantino - Città del Messico: Festival Donatoni).
Le sue composizioni sono state eseguite in Italia, Europa, Asia, America e Australia, sono incise per le etichette Tactus, Discantica, Internationales Forum Junge Chormusik, Osnabrücker Jugendchor, Fugatto, Song & Music Production, Carus Verlag, I Polifonici Vicentini, Azzurra Music, Sony DADC e EMA Vinci. 
Ha inciso il CD 7 - Sette musiche da camera per l'etichetta Ariston-Ricordi. Nel 2018 è uscito il CD Celia - La musica organistica interamente dedicato a sue composizioni. Altri suoi lavori, insieme con quelli di altri autori, sono stati incisi in undici diversi CD. 
Le sue musiche sono state trasmesse dalla Deutschland Radio, da Radio Berlin rbb, dalla Danmarks Radio e dalle italiane Sky Classica e Radio Tre.
Ha pubblicato per le case editrici Boosey & Hawkes, Carus Verlag, Carrara, Feniarco, Da Vinci Edition e Cipriani.
Ha avuto commissioni dal Teatro alla Scala di Milano, dalla Komische Oper di Berlino, dall'Opernhaus di Zurigo, dal Theater Dortmund, dall'Internationales Forum Junge Chormusik di Rotenburg-Wümme, dal Concorso Internazionale Organistico Gaetano Callido di Borca di Cadore, dal Festival Organistico Internazionale Marco Enrico Bossi di Salò, dalla VI Rassegna "Box Organi" di Lallio (Bergamo), dal Duomo di Milano, dal Festival Klavier Theater 2002 di Treviso e, a Vicenza, dalla Società del Quartetto, dal Festival Biblico 2015, dall'Ensemble Musagète, da La Piccionaia, dall'Orchestra del Teatro Olimpico, dall'Associazione Culturale "Pigafetta500", da Theama Teatro, da Asiagofestival 2017, e dal 1º Concorso Organistico Internazionale "Fiorella Benetti Brazzale", da "Poesia in Canto" e dal "Coro Contrà Camolli".
Ha scritto otto opere per ragazzi pubblicate dalla casa editrice Boosey & Hawkes:
- Il ragazzo col violino, su libretto di Roberto Piumini, rappresentata al Teatro Astra e al Teatro Olimpico di Vicenza nel 1997.
- Pinocchio, su libretto di Paolo Madron, rappresentata alla Komische Oper di Berlino, ad Amburgo per la Staatsoper, al Teatro dell'Opera di Lipsia, al Teatro Regio di Torino, al Teatro "B. Pokrovsky" di Mosca, al Teatro Circo di Braga, a Monaco per la Bayerische Staatsoper, al Teatro Olimpico e al Teatro Comunale di Vicenza, a Bassano Opera Estate Festival Veneto, a Madrid per il Teatro de la Zarzuela, allo Shatin Town Hall Auditorium di Hong Kong, al Gran Teatro Nacional di Lima, al Landestheater di Coburg, alla Volksoper di Vienna, al Teatro dell'Opera di Tulsa, al Deajeon Arts Center e al Gwangju Culture & Art Center della Corea del Sud e al Teatro Malibran di Venezia per le stagioni 2019/2020 e 2023/2024 del Teatro La Fenice.
- La Regina delle nevi, su libretto di Paolo Madron, rappresentata alla Komische Oper di Berlino, ad Amburgo per la Staatsoper, alla Norrlandsoperan di Umeå, al Teatro Comunale di Vicenza, al Conservatorio di Dresda, all'Auditorium di Milano, al Teatro dell'Opera di Tulsa, a Bassano del Grappa per Opera Estate Festival Veneto e allo Shatin Town Hall Auditorium di Hong Kong.
- Il Mago di Oz, su libretto di Paolo Madron, commissionata dall'Opera di Zurigo e rappresentata nello stesso teatro, a Bassano del Grappa per Opera Estate Festival Veneto, all'Auditorium Concordia di Pordenone. Il 27 e 30 agosto del 2022 è stata rappresentata al Victorian Opera di Melbourne in lingua originale italiana.
- Alice nel Paese delle Meraviglie, anch'essa su libretto di Paolo Madron ed edita dalla Boosey & Hawkes. È stata rappresentata il 3 aprile 2021 allo Shatin Town Hall Auditorium di Hong Kong e ha avuto la sua Prima europea il 12 novembre 2022 all'Opernhaus di Zurigo. Dal 3 dicembre del 2022 è stata rappresentata al Theater für Niedersachsen di Hildesheim. Nel 2025 ha debuttato al Theater Bielefeld in Germania.
- Pigafetta e il primo viaggio intorno al mondo, su libretto di Paolo Madron, che è andata in scena al Teatro Comunale di Vicenza il 7 e 8 settembre 2022.
- Il Piccolo Principe, su libretto di Paolo Madron, opera commissionata dal Teatro alla Scala di Milano, in scena nelle stagioni 2022/2023 e 2023/2024. Nel 2023 e nel 2024 è stata rappresentata al Teatro Regio di Torino (Piccolo Regio Puccini) e nel 2024 al Theater Regensburg e allo Staatstheater di Darmstadt.
- Die Reise zu Planet 9 / Viaggio sul Pianeta 9, su libretto di Paolo Madron, tratto da un racconto di Paula Fünfeck, che ha debuttato il 20 marzo del 2024 al Theater Dortmund (Germania). Il 31 ottobre 2024 l'opera è stata rappresentata all'Opernhaus di Düsseldorf.

Su commissione della Boosey & Hawkes ha completato l'orchestrazione del finale dell'opera buffa Koukourgi di Luigi Cherubini.
Ha collaborato alla ricostruzione dell'opera Malombra di Marco Enrico Bossi. È stato componente della commissione artistica della Feniarco.
Si occupa di didattica della composizione e dell'orchestrazione ed è stato docente al Conservatorio di Vicenza. La sua attività di compositore di opere teatrali è stata oggetto di quattro tesi di laurea.

## Premi e riconoscimenti
- Con le musiche di scena per lo spettacolo teatrale Un teatro per Jules - L'ultima rotta di Verne ha vinto il premio per il miglior commento musicale al 60º Festival Nazionale di Arte Drammatica di Pesaro.
- Ha ricevuto il "Premio ASAC per la musica corale 2014".
- Nel 2017 è stato nominato Accademico Olimpico dall'Accademia Olimpica di Vicenza.
- Nel 2019 gli è stata conferita la menzione di Cittadino Benemerito dal Comune di Montecchio Maggiore, sua città natale.
- Nel 2024 la stessa città gli ha reso omaggio conferendogli una targa in qualità di "cittadino illustre - compositore musicale di fama internazionale".
- È stato menzionato tra i "Memorabili Vicentini" nell'omonimo libro del 2024 di Antonio di Lorenzo.
- Nel 2025 ha ricevuto il "Premio Domenico Cariolato" "per il suo contributo nella valorizzazione della città di Vicenza in Italia e nel mondo".